# 大気圧鉄道

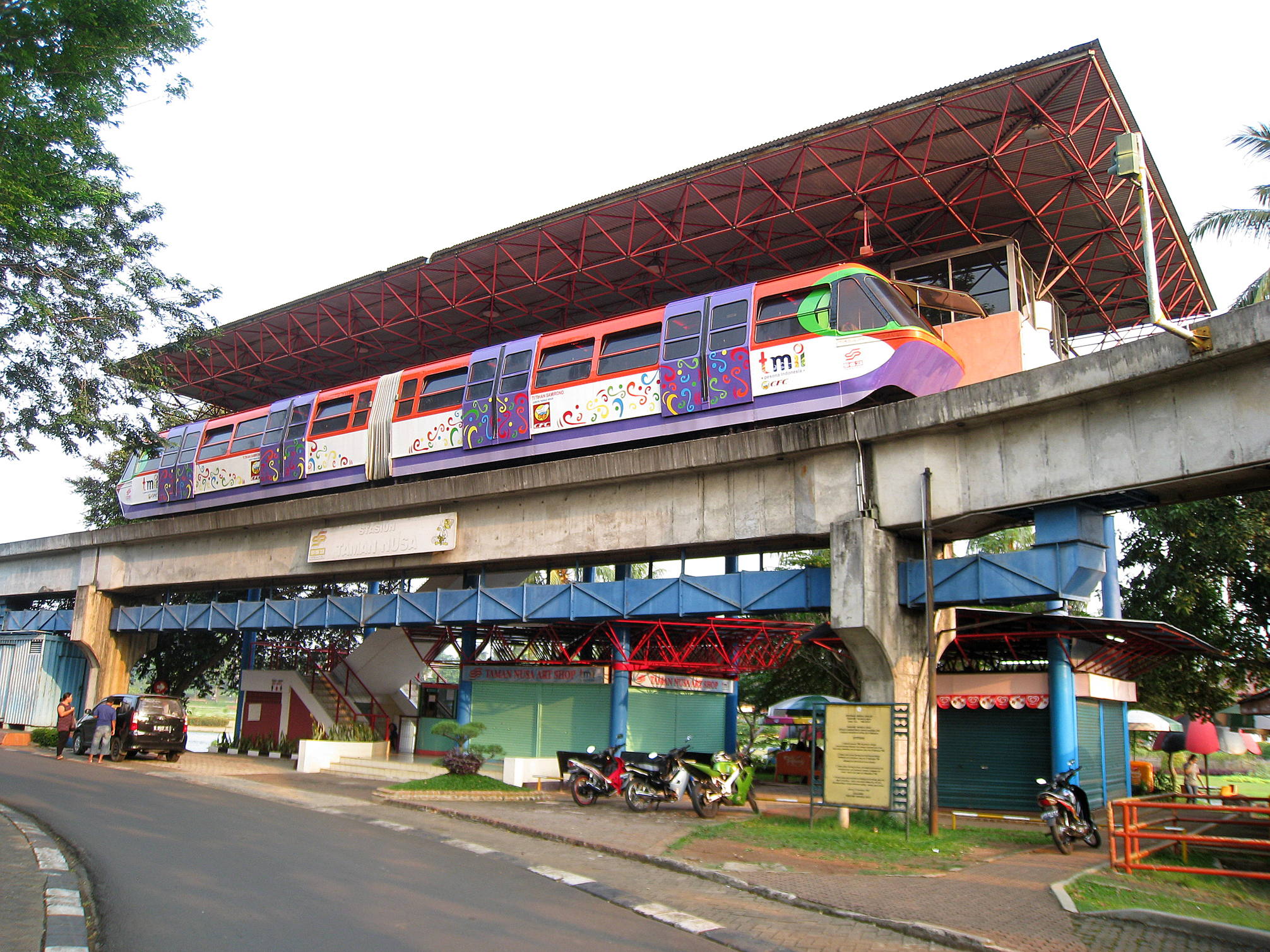
ジャカルタ郊外のテーマパーク「タマン・ミニ・インドネシア・インダー」内にある1989年開業のアエロモーベル

大気圧鉄道（だいきあつてつどう）は、イザムバード・キングダム・ブルネルによって建設された、車両には動力を搭載せず、気圧差を利用して推進する鉄道である。

## 概要
蒸気カタパルトのような構造で車両が走行する軌道に敷設された管内を減圧して車両に取り付けられた仕切り（ピストン）の前後に気圧差が生じると気圧差で車両が減圧された側へ推進する。1847年から試験を行い、1848年の2月から9月まで運行されたが、管のシールやその他の問題で通常の蒸気機関の3倍近い費用がかかったため成功しなかった。
ブルネルの減圧したチューブ内を走行する列車の概念はその後、数回にわたり高速鉄道のために採用される。

### 利点
車両には動力を搭載しないので構造を簡易化でき、当時の主な実用的な動力だった蒸気機関を車両に搭載しないので地下鉄に適していた。

### 欠点
推進効率が低く、単位輸送量に対して大掛かりな設備が必要で気圧差を維持するための管の機密性の維持が困難だった。